# Białobrzegi (województwo podlaskie)
Białobrzegi – wieś w Polsce położona w województwie podlaskim, w powiecie augustowskim, w gminie Augustów. 
Wieś leży na zachodnim skraju Puszczy Augustowskiej przy drodze krajowej nr 8 i nad rzeką Nettą i Kanałem Augustowskim. Znajduje się tu śluza Białobrzegi umożliwiająca dalszą żeglugę w kierunku Augustowa lub jeziora Sajno oraz zabytkowy młyn wodny z pocz. XX w., obecnie pensjonat.
Według Powszechnego Spisu Ludności z 1921 roku Białobrzegi zamieszkiwane były przez 148 osób, wśród których 143 było wyznania rzymskokatolickiego, a 5 mojżeszowego. Jednocześnie 143 mieszkańców zadeklarowało polską przynależność narodową, a 5 żydowską.
Do 1954 roku miejscowość była siedzibą gminy Kolnica. W latach 1975–1998 miejscowość administracyjnie należała do województwa suwalskiego.
W Białobrzegach znajduje się zespół szkół im. Generała Ignacego Prądzyńskiego.
Powstał tu Samodzielny Ośrodek Duszpasterski pod wezwaniem św. siostry Faustyny Kowalskiej.

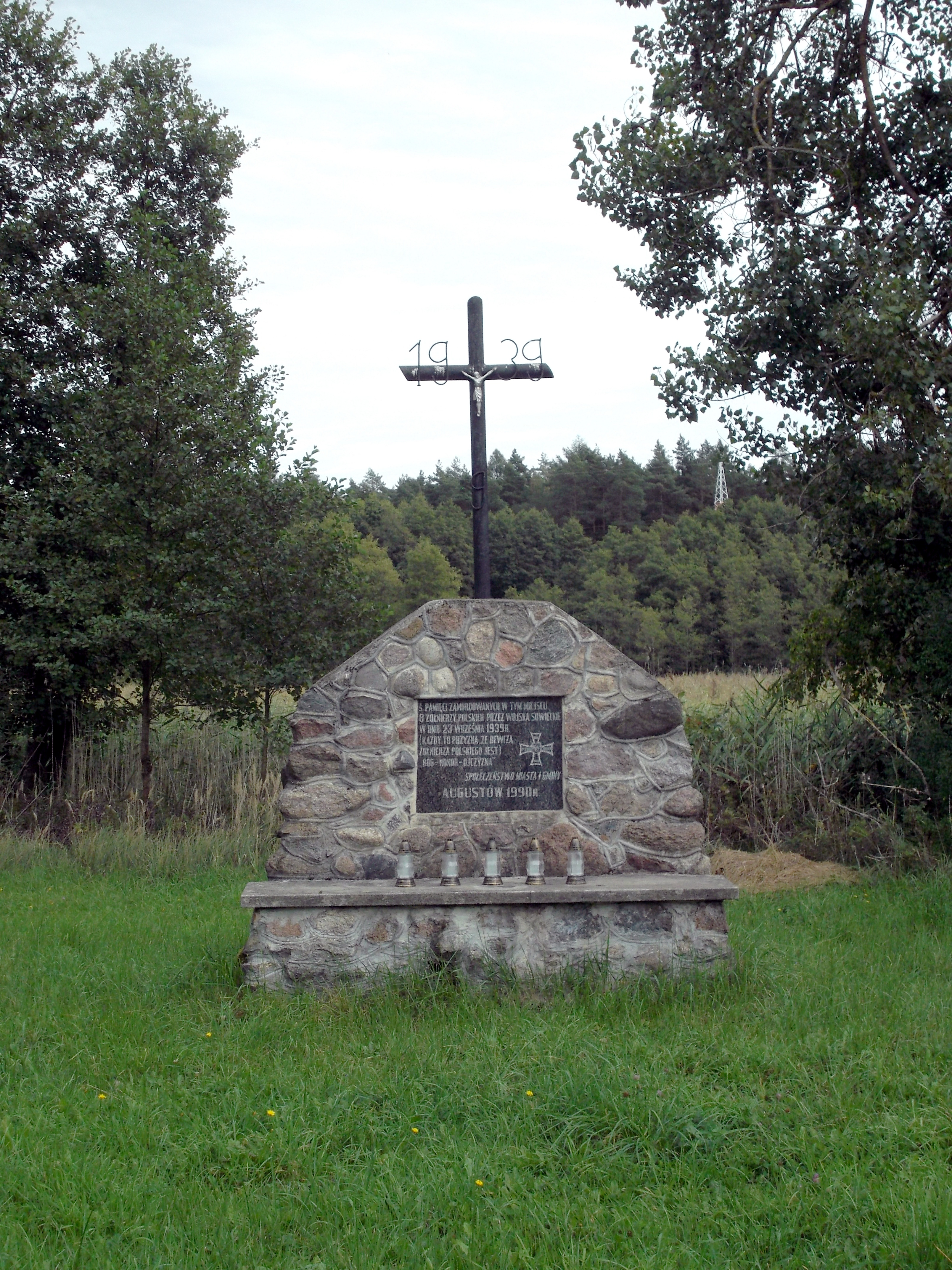
Obelisk poświęcony polskim żołnierzom rozstrzelanym w 1939

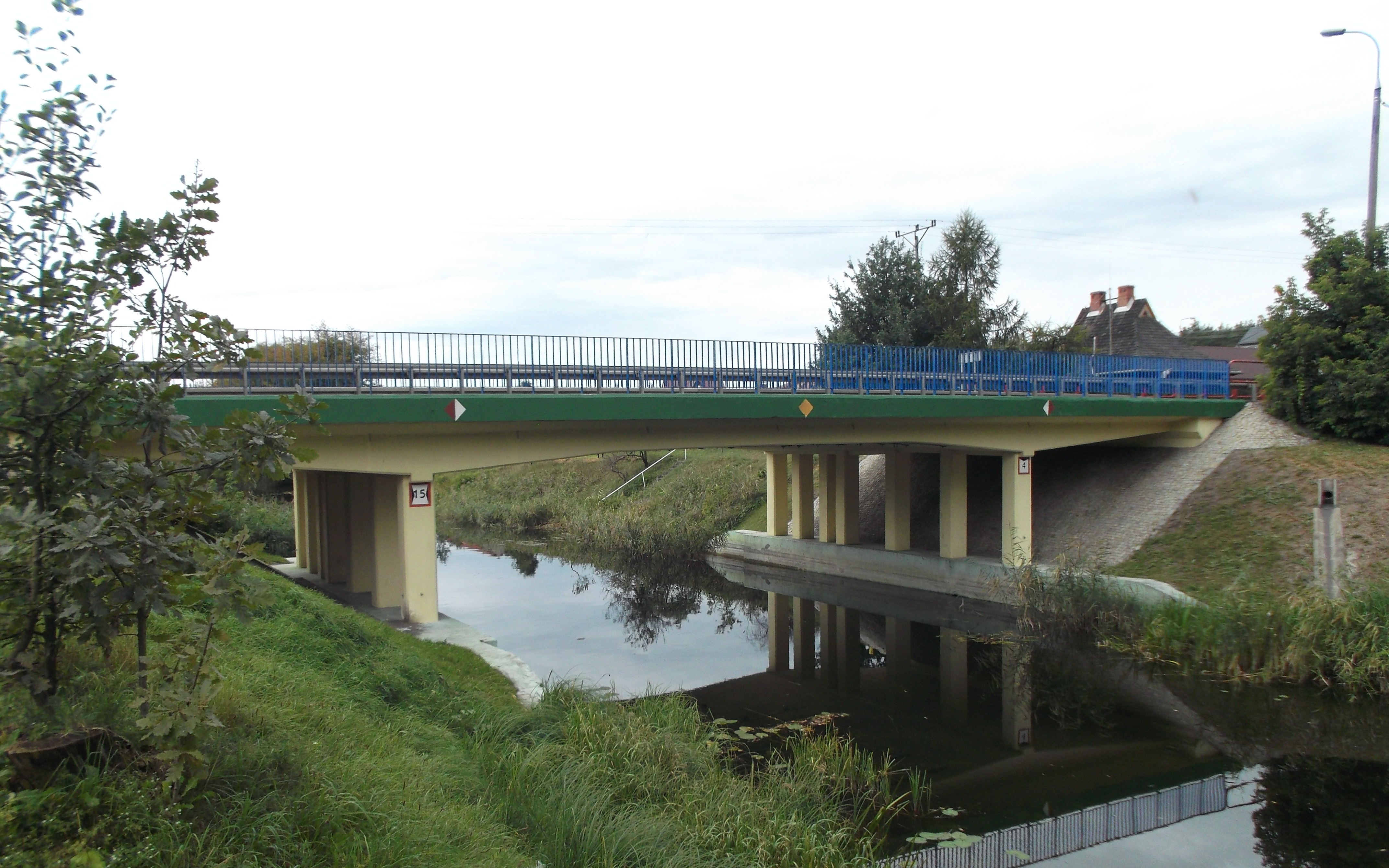
Most na Kanale Augustowskim
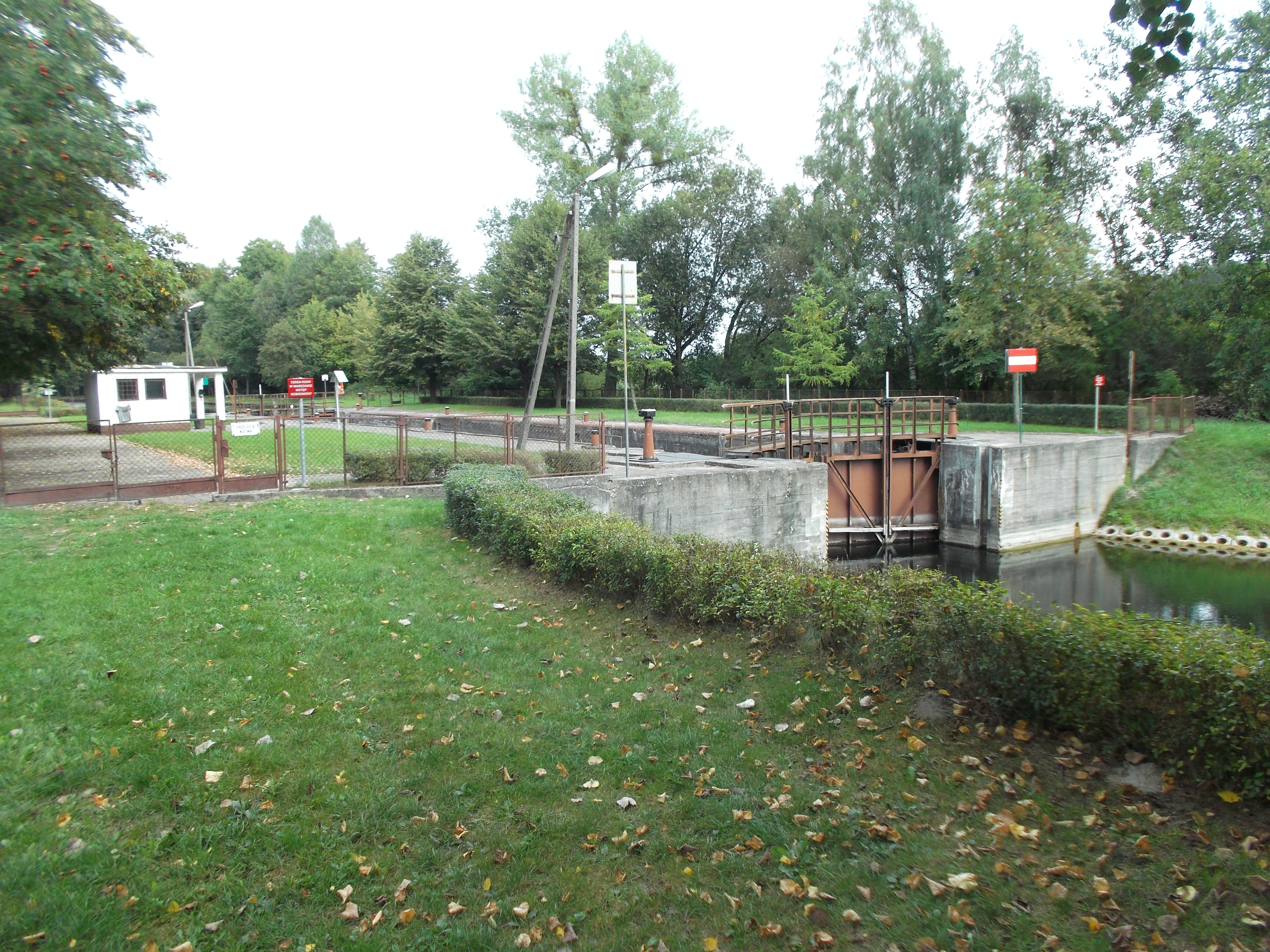
Śluza Białobrzegi
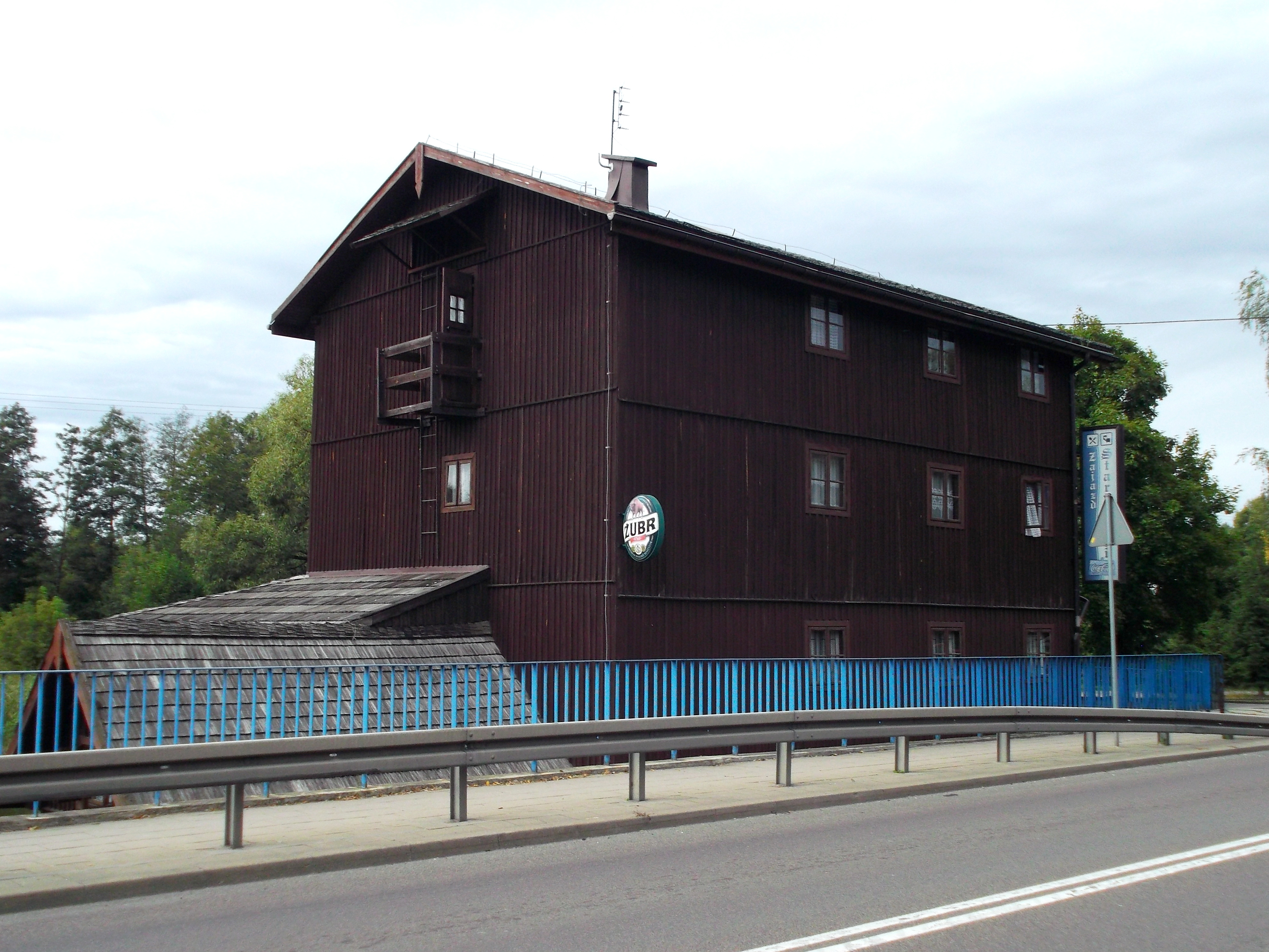
Stary Młyn
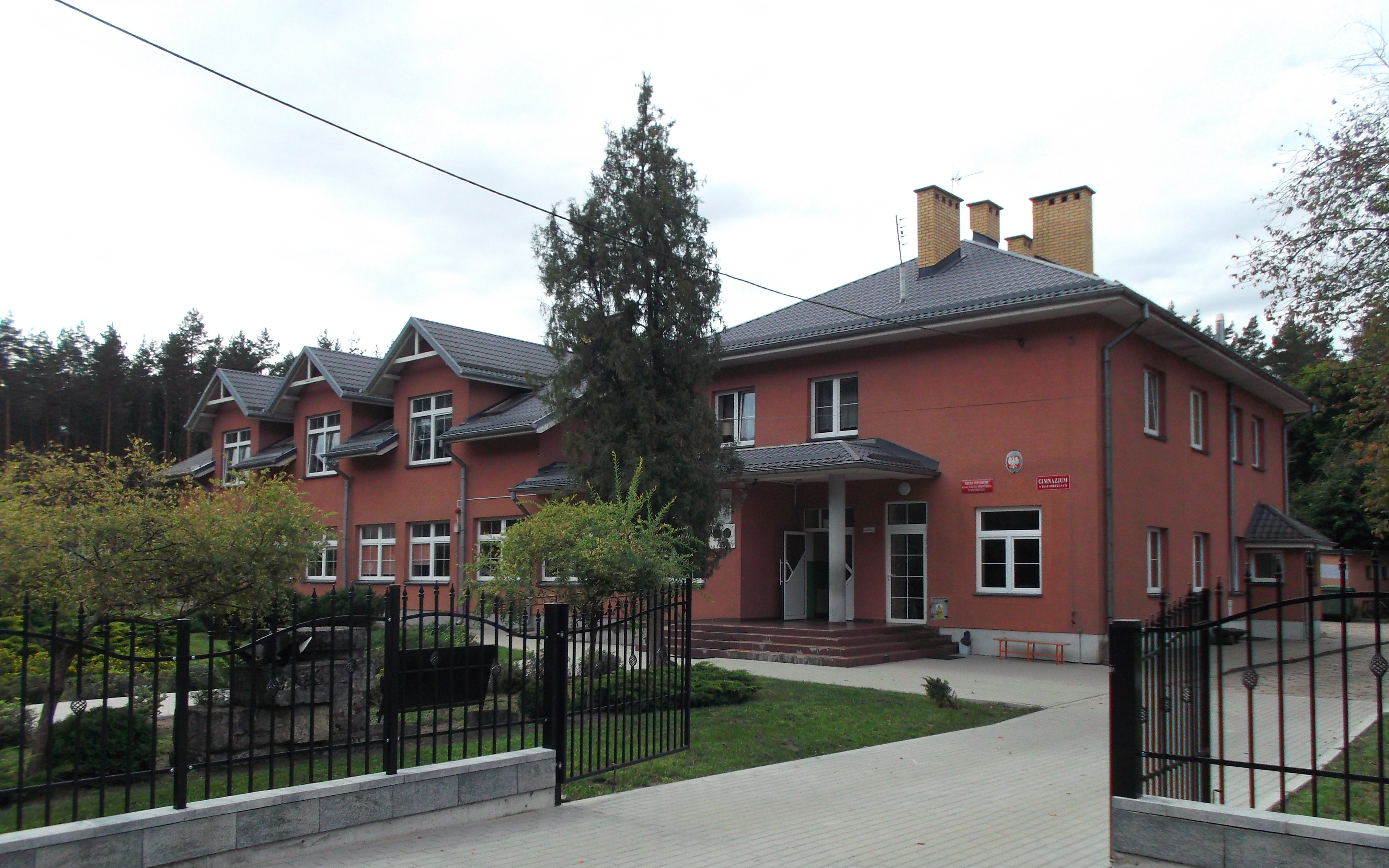
Szkoła podstawowa
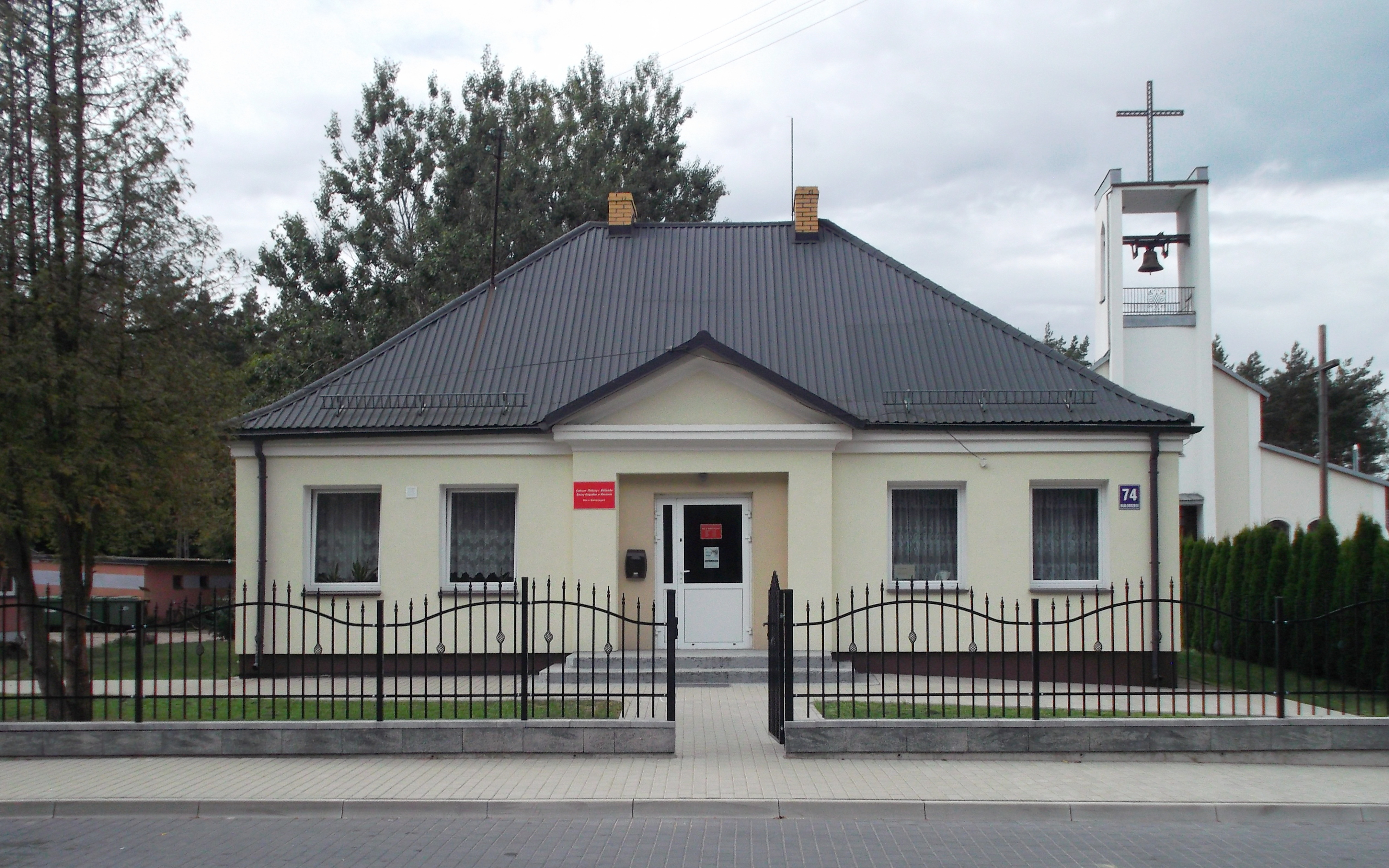
Ośrodek kultury
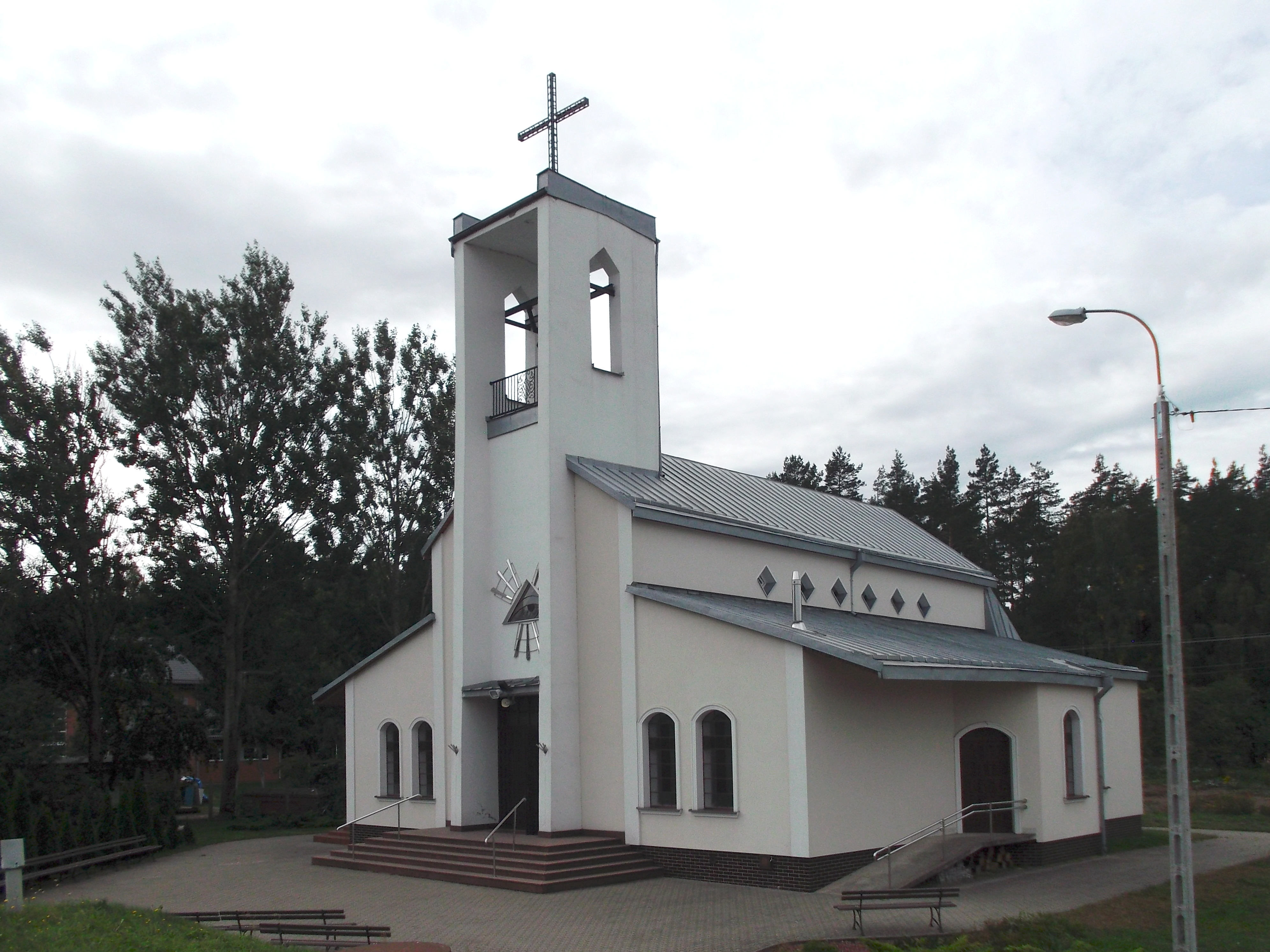
Kościół katolicki